# Льон проносний
Льон проносний (Linum catharticum) — однорічна (рідше дворічна) трав'яниста рослина роду льон (Linum). Лікарська рослина.

## Ботанічний опис
Стебла прості або вилчасто розгалужені, тонкі, густо облиствлені, 5—30 см заввишки.
Листки супротивні (лише верхні — часом чергові) цілісні, сидячі, з однією жилкою; нижні — обернено яйцеподібні, тупуваті; верхні — видовжено ланцетні, по краю шорсткі.
Квітки дрібні, правильні, двостатеві, 5-пелюсткові, зібрані по 15—60 на верхівках стебла у волотисті суцвіття; пелюстки 4—5 мм завдовжки, білі, з жовтавим нігтиком, довші за чашечку. Цвіте у травні — серпні.
Плід — 10-гнізда куляста коробочка.

## Поширення
Вид поширений у Європі, Азії та Африці. В Україні зустрічається майже повсюдно, окрім степу, частіше на Поліссі, росте на вологих галявинах, у світлих лісах.

## Галерея

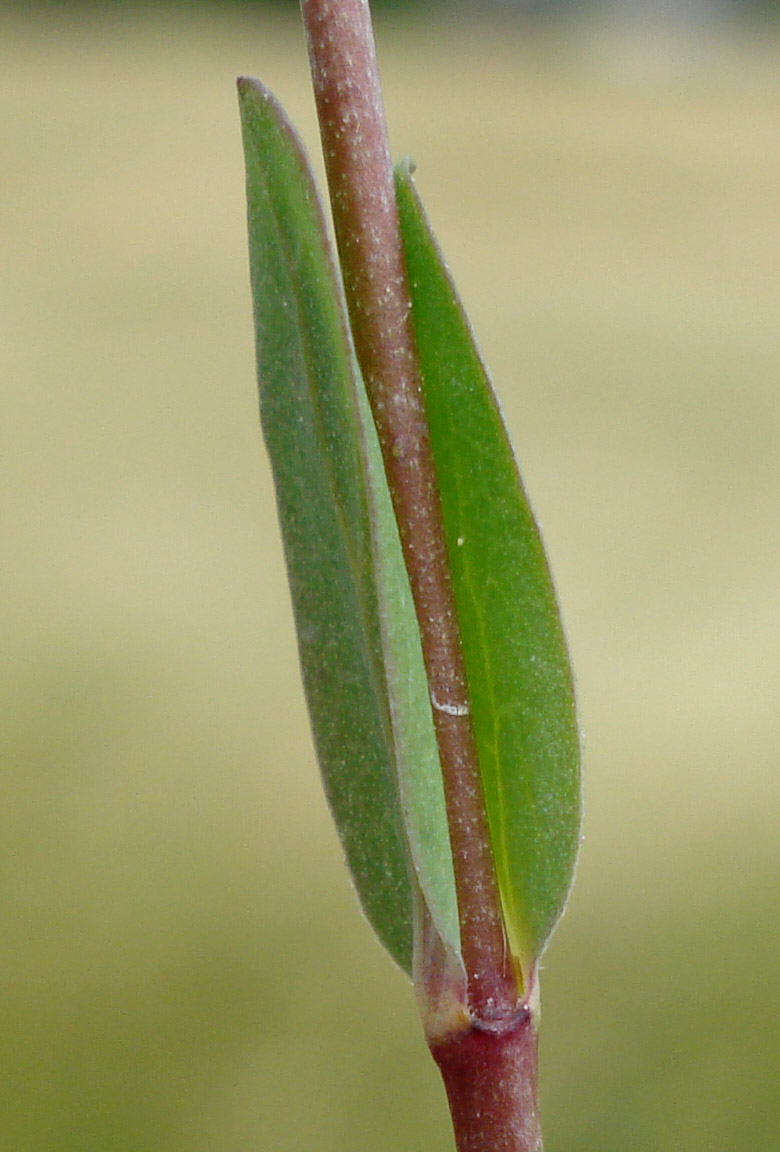
стебло й листки
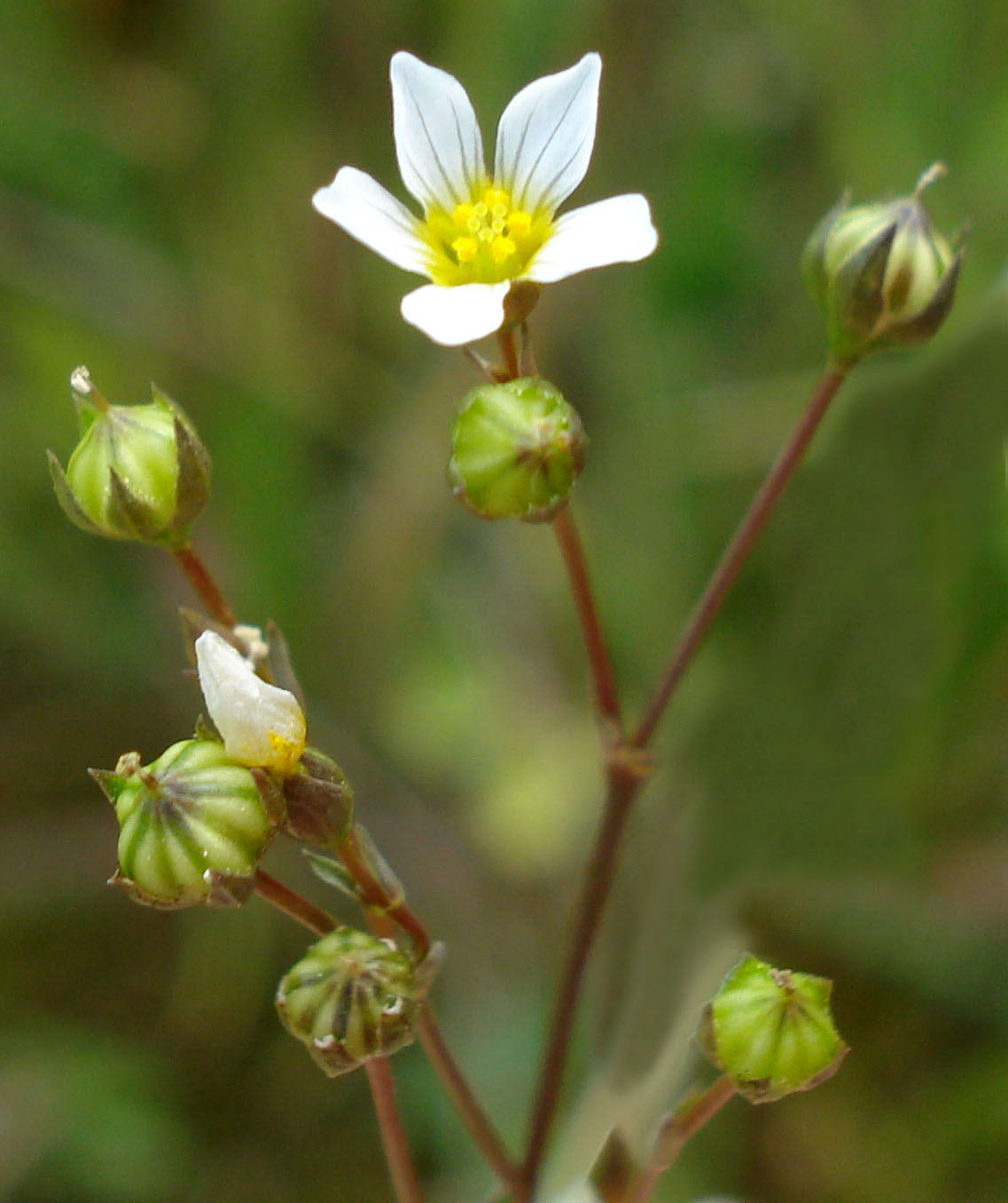
суцвіття
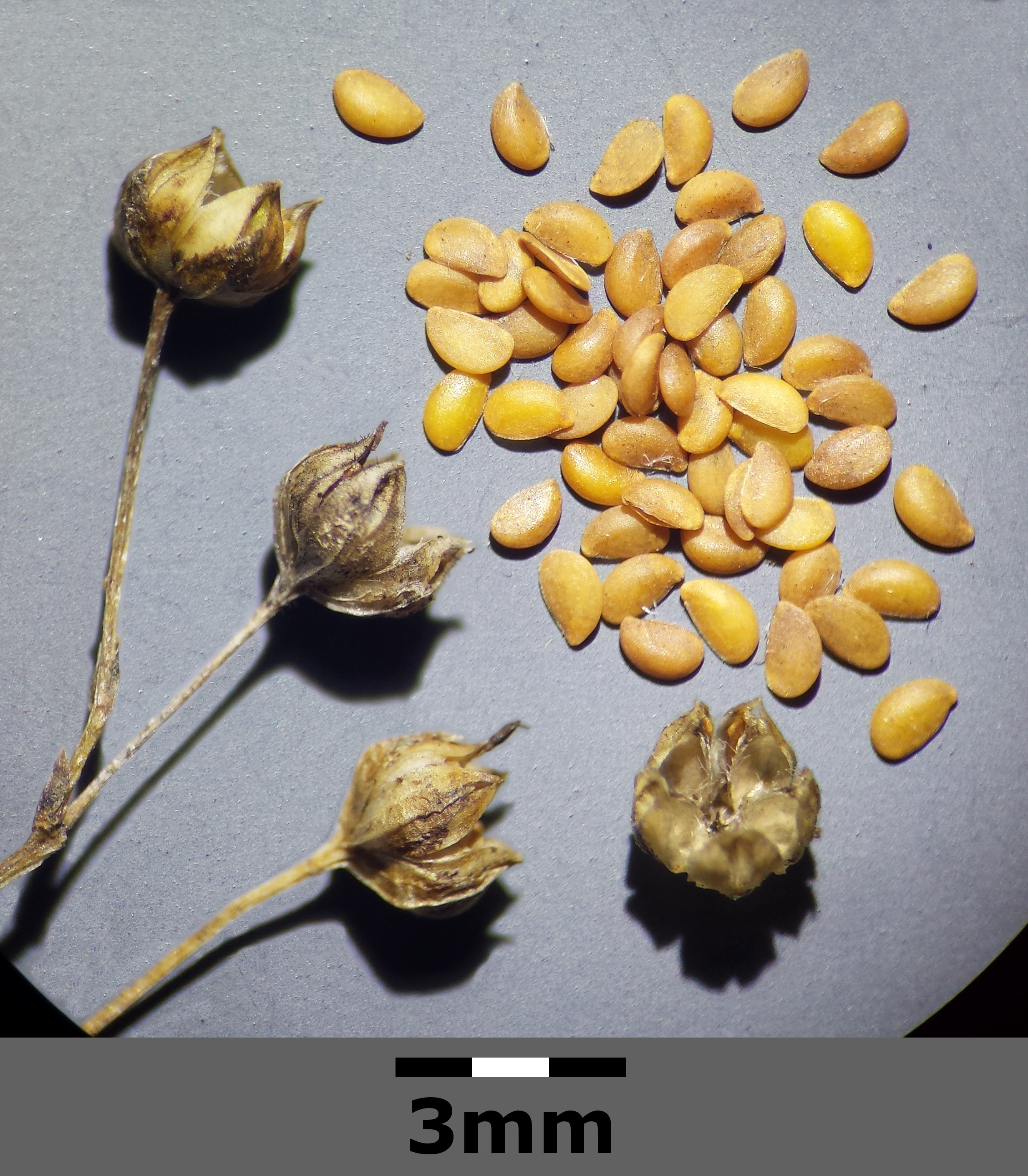
коробочки й насіння
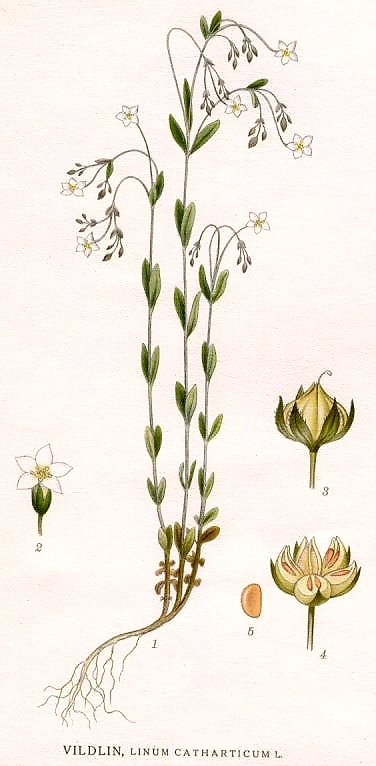
ілюстрація

| Гібіскус | Це незавершена стаття про квіткові рослини. Ви можете допомогти проєкту, виправивши або дописавши її. |